# Lyman (Washington)
Lyman é uma cidade  localizada no estado norte-americano de Washington, no Condado de Skagit.

## Demografia
Segundo o censo norte-americano de 2000, a sua população era de 409 habitantes.
Em 2006, foi estimada uma população de 423, um aumento de 14 (3.4%).

## Geografia
De acordo com o United States Census Bureau tem uma área de
2,0 km², dos quais 1,7 km² cobertos por terra e 0,3 km² cobertos por água. Lyman localiza-se a aproximadamente 19 m acima do nível do mar.

## Localidades na vizinhança
O diagrama seguinte representa as localidades num raio de 24 km ao redor de Lyman.